# Pino Gasparini
Pino Gasparini (né le 22 mars 1946 à Ascoli Piceno) est un chanteur suisse.

## Biographie
Il arrive en Suisse, enfant. Dans les années 1960, il est chanteur et guitariste dans des groupes de rock et de beat. En 1969, il a un engagement auprès de Pepe Lienhard comme bassiste et chanteur dans son sextet puis comme chanteur et animateur pour son grand orchestre. Avec le Pepe Lienhard Band, il participe au Concours Eurovision de la chanson 1977, terminant à la 6ème place.
En 1980, le Pepe Lienhard Band accompagne la tournée d'Udo Jürgens, où Pino Gasparini est choriste.
En duo avec Mariella Farré, il remporte la sélection pour représenter la Suisse au Concours Eurovision de la chanson 1985 avec la chanson Piano, piano. La chanson obtient la 12e place.